# DN18A
De DN18A (Drum Național 18A of Nationale weg 18A) is een weg in Roemenië. Hij loopt van de DN18 naar Borșa. De weg is 1 kilometer lang. 